# Mango
|  | Denne side handler om den eksotiske frugt. Se Mango (sanger) for den italiensk sanger. |
En mango er den eksotiske frugt af Mango-slægten (Mangifera spp.) fra Sumak-familien, som har en sødlig smag. Den bruges i madlavning; mangochutney er lavet af mango. Mangofrugten kan have mange farver, ligesom æbler, og der er mange slags mangofrugter. Frugtkødet er dog altid gulligt. Frugten indeholder én lang og forholdsvis smal kerne, som udgør frøet.
Det lidt læderagtige skind (og kernen) spises normalt ikke. Skindet kan dog spises hvis man ikke er følsom overfor Urushiol, skindet er bittert og indeholder en del næringsstoffer.
Man kan få mange interessante retter ud af mango, blandt andet mangokage, mangochutney, mangosodavand og mangojuice.

## Dyrkning
For at få et mangofrø til at spire er den mest effektive metode, at åbne den aflange smalle kerne og tage den grønne midte ud, i yderkanterne af denne midte stikker man 3 tandstikker i (hvilket ikke skader frøet), dernæst lægger man frøet i et glas vand således at frøet holdes ca. halvt oppe over vandoverfladen af tandstikkerne. Når frøet har dannet en rod, er det tid til at plante frøet i en urtepotte, bemærk frøet må ikke dækkes helt af jord, men kun halvt ligesom da det lå i vand. Når planten bliver for stor til urtepotten, skal den omplantes.